# Monthly Notices of the Royal Astronomical Society
Monthly Notices of the Royal Astronomical Society (MNRAS, ISO 4: Mon. Not. R. Astron. Soc.) ist eine in Großbritannien erscheinende Fachzeitschrift für Astronomie und Astrophysik. 2020 wurde die Druckfassung eingestellt, seither erscheinen die Monthly Notices ausschließlich als elektronische Zeitschrift.
Die erste Ausgabe erschien am 9. Februar 1827 als Monthly Notices of the Astronomical Society of London. MNRAS ist seither ununterbrochen erschienen und eine der weltweit ältesten noch erscheinenden astronomischen Fachzeitschriften. Den heutigen Namen bekam sie ab dem zweiten Band, nachdem die Astronomical Society of London die Royal Astronomical Society (RAS) geworden war. Bis 1961 gab die RAS die Monthly Notices selbst heraus, seither erscheinen sie im Auftrag der RAS, zurzeit bei Oxford University Press.
Mit 36 Ausgaben im Jahr ist die heutige Erscheinungsweise nicht mehr monatlich. MNRAS veröffentlicht normale Artikel ohne Längenbeschränkung und schneller veröffentlichte Letters von maximal 5 Seiten. Diese erschienen früher auf rosa Papier in der gedruckten Ausgabe, zuletzt bis zur Einstellung der gedruckten Ausgabe nur noch elektronisch mit einer Zusammenfassung in der gedruckten Ausgabe.
Seit dem 1. Jan. 2024 erscheinen die MNRAS als Open-Access-Zeitschrift, dies gilt auch für die historischen Ausgaben ab 1827. Zur Finanzierung dienen Article Processing Charges. Die MNRAS Letters bleiben kostenpflichtig.
MNRAS gehört heute wie The Astrophysical Journal, Astronomy & Astrophysics und das Astronomical Journal zu den führenden Fachzeitschriften in der Astronomie.